# Dzmitri Shershan
Dzmitri Shershan –en bielorruso, Дзмітрый Шэршань– (Novopolotsk, 28 de diciembre de 1988) es un deportista bielorruso que compite en judo. Ganó dos medallas de bronce en el Campeonato Europeo de Judo, en los años 2014 y 2018, ambas en la categoría de –66 kg.

## Palmarés internacional
| Campeonato Europeo | Campeonato Europeo    | Campeonato Europeo | Campeonato Europeo |
| Año                | Lugar                 | Medalla            | Categoría          |
| ------------------ | --------------------- | ------------------ | ------------------ |
| 2014               | Montpellier (Francia) | Medalla de bronce  | –66 kg             |
| 2018               | Tel Aviv (Israel)     | Medalla de bronce  | –66 kg             |